# 南塔那那利佛區
南塔那那利佛區，是馬達加斯加的行政區，位於該國中部，由阿那拉芒加區負責管轄，面積369平方公里，海拔高度1,328米，2011年人口554,478，人口密度每平方公里1,503人。